# Ókori Görögország
Az ókori Görögország elnevezést a görög világ leírására használják, amelynek lakosságát főleg az ókori görög törzsek alkották. Nemcsak a mai görög állam területére vonatkozik, hanem azokra a területekre, ahol görög nyelvű és kultúrájú lakosság telepedett le és élt, amely Görögországban és Kis-Ázsia nyugati részén alakult ki, majd a terjeszkedés több hullámát követően Cipruson, a Földközi-tenger partvidékén és környékén, Szicíliában, Itália déli részén, Egyiptomban, Cyrenaicában, Szíriában, Palesztinában és a Fekete-tenger partvidékén is létrejött. A görögök magukat helléneknek, az általuk lakta területeket összességében Hellásznak nevezték.
Az ókori Görögország kulcsszerepet játszott az európai civilizáció fejlődésének alakításában. 
Az ókori görög kultúra példaértékű vívmányai közé tartoznak:
- az építészeti emlékek, mint például az athéni Akropolisz ,
- olyan szobrok, amelyek idővel mércét állítanak fel,
- a filozófia virágzása, amelynek legjelentősebb képviselői Platón és Arisztotelész,
- alapvető és tartós fogalomalkotás a politika területén, mint a demokrácia, az arisztokrácia vagy az oligarchia,
- a dráma megjelenése, különösen Szophoklész, Aiszkhülosz, Euripidész és Arisztophanész műveiben,
- Hérodotosz és Thuküdidész megalapozza a nyugati történetírást,
- jelentős eredmények a matematika és a fizika területén (Püthagorasz, Eukleidész, Arkhimédész).

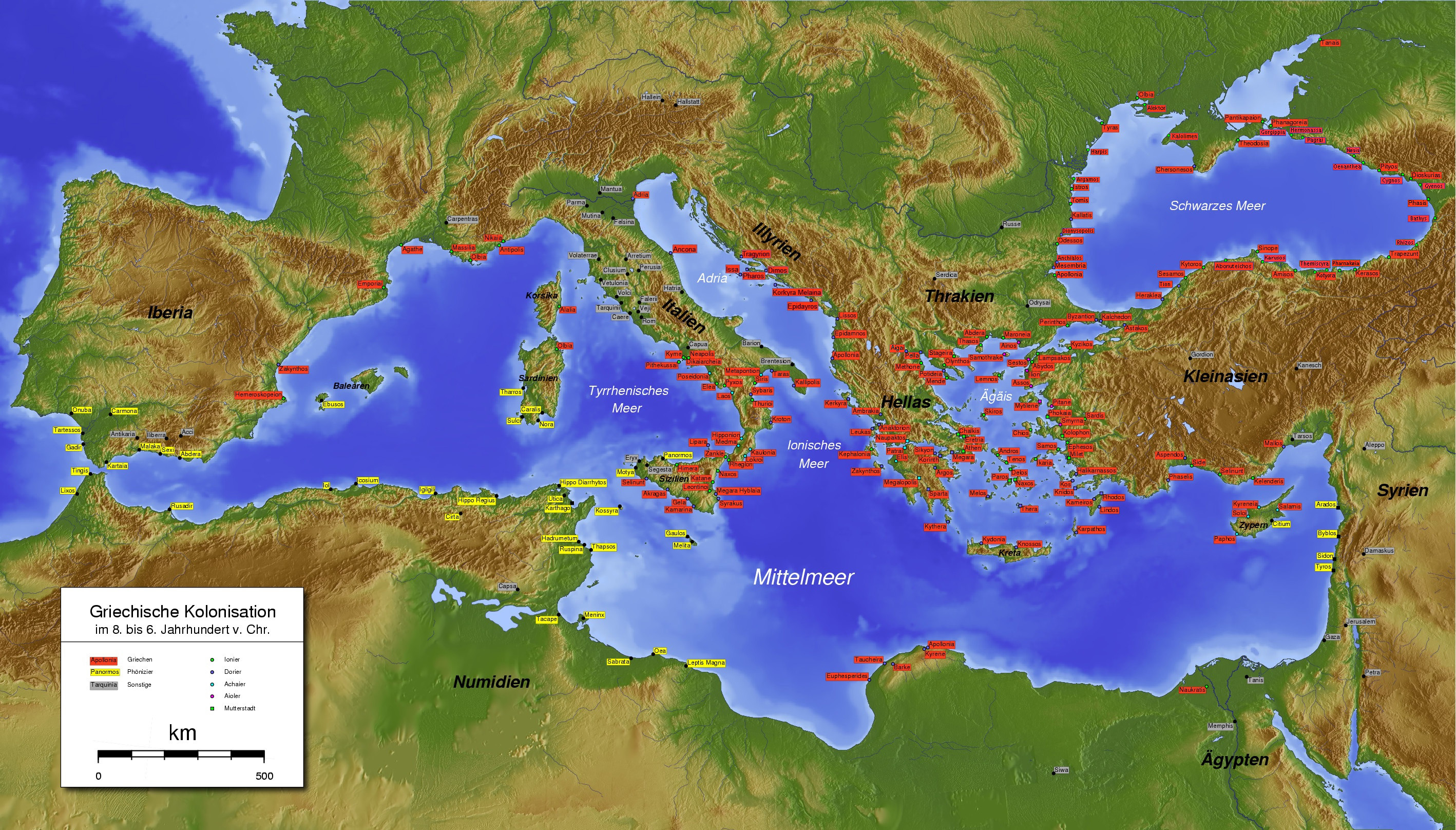
Görög városok és kolóniák (piros színnel) főníciai kolóniák (sárga színnel) a Kr. e. 8–6. század táján

## A fogalom
Az ókori Görögország vagy 'antik Görögország fogalmát – mivel sem földrajzilag összefüggő ilyen terület, sem ilyen államalakulat nem létezett – a közvélemény és a tudomány igen rugalmasan használja. A fogalomnak alapvetően két értelme lehet:
1. A mai Görögország területe az ókorban. A terület ókori történelme az i. e. 3. évezredtől, a minószi civilizáció kialakulásával kezdődik és a Római Görögország időszakával fejeződik be. A korszak végét a Római Birodalom bukása jelenti (i. sz. 476).
2. Az ókori görög civilizáció. Amikor a hétköznapi szóhasználatban azt mondjuk, hogy "már az ókori görögök is", akkor általában az i. e. 8. századtól, a görög írásbeliség újbóli megjelenésétől a klasszikus Athén korszakán át a hellenizmusig, esetleg a római császárkor elejéig virágzó görög civilizációt értjük alatta. Ez az ókor egész görögül beszélő világát jelenti és több mint ezer évet ölel fel. Az ókori görög civilizáció nemcsak a mai Görögország területét alkotó Peloponnészoszi-félszigetet és égei szigetvilágot foglalta magában, hanem kiterjedt a Földközi-tenger és a Fekete-tenger medencéjének nagy részére. Ide tartozott Thrácia, Ciprus, Kis-Ázsia Égei-tengeri partvidéke (abban az időben Iónia), Szicília és Dél-Itália (másképpen Magna Graecia) és az elszórt görög gyarmatok: Illüria, Gallia déli partvidéke, Ibéria, Kürenaika (a mai Líbiában), valamint a Fekete-tenger partvidéke a kaukázusi Ibéria és Taurisz partjai mentén. E területek közös jellemzője volt, hogy csupa etnikailag görög eredetű népesség lakta őket. A hellenisztikus Görögország ezeken kívül még magában foglalta Egyiptomot, egész Kis-Ázsiát, Szíriát és nagy ázsiai területeket egészen Indiáig, amely utóbbiak közül a baktriai királyság hosszú ideig fennállt. Az ókori görög civilizációt a legtöbb történész az egész európai civilizáció alapjának tekinti, hiszen a Római Birodalom továbbfejlesztette és elvitte Európa sok részére. Az ókori görög civilizáció roppant hatással volt a modern világ nyelvére, politikájára, oktatási rendszerére, filozófiájára, tudományára, művészetére és építészetére, táplálva a nyugat-európai reneszánszot, újjáéledve Európa és Amerika klasszicizmusában is a 18. és 19. században is.

## A korabeli források
Az ókori Görögország vizsgálata a források gondos vizsgálatát igényli. Azok a történészek és politikai írók, akiknek munkái fennmaradtak, nevezetesen Hérodotosz, Thuküdidész, Xenophón, Démoszthenész, Platón és Arisztotelész többnyire athéniak vagy Athén-pártiak voltak. Ezért tudunk sokkal többet Athén történelméről és politikájáról, mint bármely más városéról, és amiért szinte semmit sem tudunk néhány város történelméről. Továbbá ezek az írók majdnem teljesen a politika-, had- és diplomáciatörténetre koncentrálnak, elhanyagolva a gazdaság- és társadalomtörténetet. Ráadásul sok forrás elveszett vagy csak részben maradt ránk.
A régészeti feltárások nagy mennyiségű információt kínálnak az ókori társadalmakról. Ezek a feltárások nélkülözhetetlenek az ókori Görögországra szakosodott történészek számára is. Bizonyos dolgokat az ún. lineáris A és lineáris B írással írt táblácskák alapján tudunk.
A képek tanulmányozása az ókori tudományok másik fontos területe. Elemzésük sok információval szolgál az ókori gondolkodásmódról, különösen a vallás területén.

## Kronológia
Az ókori görög civilizáció történetének (ókori görög történelem) nincs rögzített vagy általánosan elfogadott kezdeti és záró időpontja. Az ókori görög történelem a közhasználatban gyakran a Római Birodalom előtti egész írott görög történelmet jelenti, a szűkebb értelmezés azonban ennél precízebb. Hagyományosan a görög történelmet az első olimpiai játékoktól (i. e. 776) számították. Ez a poliszok kora, amelynek az i. e. 6. századtól kezdődő időszakát a klasszikus görög civilizáció koraként emlegetik. Sok történész azonban ma az ókori görög történelem kezdetét a görög sötét kortól számítja, sőt egyes szerzők beleértik a görögül beszélő mükénéi civilizációt is, amely az i. e. 12. század közepe körül omlott össze. A legtöbben úgy tartják, hogy az azt megelőző, nagy hatású minószi civilizáció oly mértékben különbözött a későbbi görög kultúráktól, hogy azt külön kell kezelni.
A történettudomány erősen megkülönbözteti a mükénéi Görögország, a trójai háború korát a klasszikus görög civilizáció korától (a poliszok kora és a hellenisztikus Görögország), amelynek kultúrájából az európai civilizáció kifejlődött. A kettő közötti görög sötét korban ugyanis a kultúra annyira lehanyatlott, és olyan népcserék mentek végbe, hogy az írásbeliség eltűnt és új írást kellett átvenni a föníciaiaktól.
A modern görög tankönyvekben az „antik idők” egy nagyjából ezeréves időszak, ami Mükéné katasztrófájától a római hódításig tart. Ezt a hosszú időszakot négy korszakra bontják művészeti stílusuk és kultúrájuk alapján. Az első a görög sötét kor kb. i. e. 1100-800-ig. Ebben a korban a művészek geometriai formákat – négyzeteket, köröket, vonalakat – alkalmaznak az amforák és egyéb cserépedények díszítésére. Az archaikus időszak kb. i. e. 800-500 között azokat az éveket jelenti, amikor a művészek nagyobb szabadon álló, merev, szent tartású szobrokat készítenek álomszerű "archaikus mosollyal". A klasszikus periódusban i. e. 500-323 között a művészek tökélyre fejlesztik azt a "klasszikus" stílust, amire azóta is példaként tekintünk (ld. Parthenón). A hellenisztikus korszakban, amely Nagy Sándor hódításait és halálát (i. e. 323) követte a római hódításig (i. e. 146), a hellén civilizáció elemei elterjedtek Egyiptomtól Baktriáig.
Hagyományosan csak az önálló görög poliszok történelmét, a poliszok korát tekintették klasszikus görög kornak, amelynek vége a történészek hagyományos konvenciója szerint Nagy Sándor halála, i. e. 323-ban. A következő időszak a hellenisztikus Görögország kora, majd ezt követi a római Görögország, Görögország beolvadása a Római Birodalomba i. e. 146-ban. Ma már azonban sokan nem beszélnek a hellenisztikus korszakot megelőző külön klasszikus korról, hanem a poliszok korát és a hellenisztikus korszakot egyaránt a klasszikus görög civilizáció korába sorolják. Sőt, néhányan ebbe a római uralom jelentős részét is beleértik, egészen a kereszténység 3. századi felemelkedéséig.

### Korszakai
A történettudományban az ókori Görögország történetében a következő szakaszokat szokás megkülönböztetni:

#### Krétai-mükénéi civilizációk
Krétai-Mükénéi civilizáció (Kr. e. III-II. évezred vége): Minószi és mükénéi civilizációk.
Az első államalakulatok kialakulása. Kereskedelmi és diplomáciai kapcsolatok kialakítása az ókori kelet civilizációival. Az eredeti írás megjelenése.
Kréta és Görögország szárazföldi részén ebben a szakaszban különböző fejlődési periódusokat különböztetnek meg, mivel Kréta szigetén, ahol akkoriban nem görög lakosság élt, az államiság korábban alakult ki, mint a a szárazföldi Görögországban.
- Minószi civilizáció (Kréta):
  - Korai minószi korszak (Kr. e. XXX-XXIII. század).

A törzsi viszonyok dominanciája, a fémek fejlődésének kezdete, a kézművesség kezdetei, a hajózás fejlődése, az agrárkapcsolatok viszonylag magas szintje.
- - Közép-minószi korszak (Kr. e. XXII-XVIII. század). más néven a „régi” vagy „korai” paloták időszaka.

A korai államalakulatok kialakulása a sziget különböző részein. Monumentális palotakomplexumok építése Kréta több régiójában. Az írás korai formái.
- - Késő minószi időszak (Kr. e. XVII-XII. század).

A minószi civilizáció virágkora, Kréta egyesülése, Minosz király tengeri hatalmának megteremtése, Kréta kereskedelmi tevékenységeinek széles köre az Égei-tenger medencéjében, a monumentális építkezés virágkora ("új" paloták Knósszoszban, Malliában, Phaistos). Aktív kapcsolatok az ókori keleti államokkal.
Természeti katasztrófa a Kr. e. 15. század közepén. Ez. okozója lesz a minószi civilizáció hanyatlásának, amely megteremteti Kréta akhájok általi meghódításának előfeltételeit.
- Szárazföldi Görögország és a Kükládok:

- - Korai helládikus időszak (Kr. e. XXX-XXI. század).

A törzsi viszonyok dominanciája a görögség előtti lakosság körében a Balkán-Görögországban. Az első nagy települések és proto-palota komplexumok megjelenése.
- - Középső helládikus időszak (Kr. e. XX-XVII. század).

A görög nyelvű törzsek első hullámai – az akhájok – megtelepedése a Balkán-félsziget déli részén, ami Görögország általános társadalmi-gazdasági fejlettségi szintjének enyhe csökkenésével járt. A törzsi viszonyok bomlásának kezdete az akhájok között.
- - Késő helládikus időszak (Kr. e. XVI-XII. század) vagy a mükénéi civilizáció.

A korai osztálytársadalom kialakulása az akhájok körében, a termelő gazdaság kialakulása a mezőgazdaságban, számos állami egység kialakulása, amelyek központjai Mükéné, Tiryns, Pylos, Théba stb. voltak, az eredeti írásmód kialakulása, a virágzás. a mükénéi kultúra. Az akhájok leigázzák Krétát és elpusztítják a minószi civilizációt. A 12. században. I.E e. egy új törzsi csoport támadja meg Görögországot – a dórok; a mükénéi államiság halála.

#### A sötét kor és a poliszok kora
A sötét kor és a poliszok kora (Kr. e. XI-IV. század).
A görög világ etnikai konszolidációja. A demokratikus és oligarchikus állami formákkal rendelkező polisz struktúrák kialakulása, virágzása és válsága. Az ókori görög civilizáció legmagasabb kulturális és tudományos vívmányai.
- Homéroszi (polisz előtti) időszak, „sötét kor” (Kr. e. XI-IX. század).

A mükénéi (akháj) civilizáció maradványainak végleges elpusztulása, a törzsi viszonyok feléledése, dominanciája, korai osztályokká való átalakulása, egyedi, polisz előtti társadalmi struktúrák kialakulása.
- Az archaikus Görögország (Kr. e. VIII-VI. század).

A politikai struktúrák kialakítása. Nagy görög gyarmatosítás. A hellén társadalom etnikai konszolidációja. A vas bevezetése a termelés minden területén, a gazdasági növekedés kora. Az árutermelés alapjainak megteremtése, a magántulajdon elemeinek elterjedése.
- A klasszikus Görögország (Kr. e. V-IV. század).

A görög városállamok gazdaságának és kultúrájának virágzása. A színház és a színházi műfajok eredete. A nemzettudat emelkedése. A peloponnészoszi háború. A polisz rendszer válságának kezdete és a függetlenség elvesztése a macedón agresszió következtében.

#### Hellenisztikus civilizációk
A hellenisztikus civilizáció kora (Kr. e. IV-I. század).
Nagy Sándor világhatalmának rövid távú megalapozása. A hellenisztikus görög-keleti államiság keletkezése, virágzása és összeomlása.
- Az első hellenisztikus időszak (Kr. e. 334-281).

Nagy Sándor görög-macedón hadseregének hadjáratai, világhatalmának rövid fennállása és számos hellenisztikus állam létrejötte.
- Második hellenisztikus időszak (Kr. e. 281-150).

A görög-keleti államiság, gazdaság és kultúra felvirágzása.
- Harmadik hellenisztikus korszak (Kr. e. 150-30).

A hellenisztikus államiság válsága és összeomlása.

## Történelem

### A minoszi civilizáció
A legkorábbi civilizáció, amely a mai Görögország területén feltűnt, a Kréta szigetén virágzó minoszi civilizáció volt kb. i. e. 2500 és i. e. 1450 között. Nagyon keveset tudunk a minoszi emberekről, még a nevük is modern kori névadás eredménye Minósz, a legendás krétai király után. Úgy tűnik, nem indoeurópai nép(ek) voltak, nyelvük, az eteokrétai írása lehet a megfejtetlen lineáris A írás. Alapvetően tengeri kereskedő nép voltak. Bár eltűnésük oka bizonytalan (bár egyesek úgy gondolják, a Théra vulkánkitörése vetett véget civilizációjuknak), mindenesetre egy, a szárazföld felől érkező mükénéi görög invázió zárta le történetüket.

### A mükénéi Görögország
A mükénéi Görögország (nevezik bronzkori Görögországnak is) a késő helládikus bronzkor civilizációja. A görögök Égei-tengerhez való érkezésével kezdődött i. e. 1600 körül, és a bronzkori civilizáció i. e. 1100 körüli összeomlásával végződött. Homérosz epikája és a görög mitológia nagy része erről a történelmi korszakról szól. Ez a periódus nevét a peloponnészoszi Argolisz északnyugati részén található Mükénéről kapta, ami ma fontos régészeti lelőhely.
A mükénéi civilizációt egy katonai arisztokrácia irányította. A mükénéiek i. e. 1400 körül kiterjesztették uralmukat a minószi civilizáció központjára, Krétára, és átvették egyik írásukat, a lineáris A-t a saját korai görög nyelvük számára. A mükénéi írást lineáris B-nek hívjuk.
A mükénéi nemeseket kaptársírokba (tholoi) temették. Ezek nagy kör alaprajzú kamrák voltak magas boltozatos tetővel, kővel szegett széles bejárattal. Gyakran temettek el az elhunyttal tőrt vagy más hadifelszerelést. A nemeseket gyakran temették aranymaszkkal, tiarával, páncéllal és drágakővel díszített fegyverekkel. Halottaikat ülve temették, és a nemesek egy részét mumifikálták.
A mükénéi civilizáció i. e. 1100 körül összeomlott. Számos várost kifosztottak és az egész környék a történészek által adott néven az ún. sötét korszakba merült. Ezalatt az időszak alatt Görögországot a népesség és írásbeliség hanyatlása jellemezte. A görögök maguk ezért a hanyatlásért a görögök egy újabb csoportjának beözönlését, a dór inváziót tették felelőssé, bár ezt a nézetet csak csekély számú régészeti lelet támasztja alá.

### A sötét kor
A görög sötét kor (kb. i. e. 1200 – i. e. 800) kifejezés azt a korszakot jelenti a görög történelemben, ami a feltételezett dór invázióval, a mükénéi civilizáció bukásával kezdődött és az első görög városállamok i. e. 9. századi, valamint Homérosz epikájának és a görög alfabetikus írás i. e. 8. századi megjelenéséig tartott.
A mükénéi civilizáció összeomlása egybeesett több közel-keleti birodalom bukásával, köztük a legjelentősebbekével, a Hettita Birodaloméval és az Egyiptomi Birodaloméval. Mindez valószínűleg a vasfegyverekkel hadakozó tengeri népek inváziója miatt történt. Amikor a dórok Görögországba érkeztek, nekik szintén elsőrangú vasfegyvereik voltak, amikkel könnyedén elsöpörték a már amúgy is meggyengült mükénéieket. Az ezt követő időszakot összefoglalóan görög sötét kornak hívjuk.
A régészet a civilizáció összeomlásáról tanúskodik ebben a korban. A mükénéiek nagy palotáit és városait lerombolták vagy elhagyták. Eltűnt a görög írásbeliség. A cserépedények egyszerű, geometriai díszítésűek szemben a figuratív mükénéivel. Az emberek kevesebb számú, kisebb településen éltek, ami éhínségre, népességcsökkenésre utal. A régészeti lelőhelyekről hiányoznak a külföldi áruk, ami a minimálisra csökkent nemzetközi kereskedelmet jelzi. A külföldi hatalmak közötti kapcsolat is megszakadt ekkor, ami a kulturális fejlődés vagy bármiféle növekedés eltűnéséhez vezetett.
Királyok uralkodtak a korszakon, amíg egy arisztokrácia nem helyettesítette őket, amit egy idő múlva néhány helyen egy arisztokrácián belüli arisztokrácia (az elit elitje). A háborús taktika súlypontja a lovasság felől erősen a gyalogság felé tolódott. Olcsósága és helyi elérhetősége miatt a vas helyettesítette a bronzot, mint a szerszámok és fegyverek anyaga. Az egyenlőség lassan kifejlődött az egyes társadalmi rétegek között, ami számos király trónfosztásához és a család megerősödéséhez vezetett.
Családok elkezdték rekonstruálni a múltjukat, hogy vérvonalukat visszavezessék a trójai háború hőseihez, különösen Héraklészhez. Bár ezek többnyire csak legendák voltak, néhányukat felkapták a Hésziodosz-iskola költői. A legtöbb ilyen költemény elveszett, kivéve néhányat, olyanoké, mint a milétoszi Hekataiosz vagy az argoszi Agészilaosz. Úgy tartják, Homérosz epikája tartalmaz bizonyos mennyiségű, a sötét korból eredő szájhagyományt. Homérosz írásainak történeti helyessége erősen vitatott.[forrás?]
A stagnálás periódusa után a görög civilizáció újjászületett, ami a Fekete-tengerig és Hispániáig végigterjedt a görög világon. Újratanulták az írást a föníciaiaktól, végül észak felé Itáliában és Galliában is terjeszkedve.

### A poliszok kora

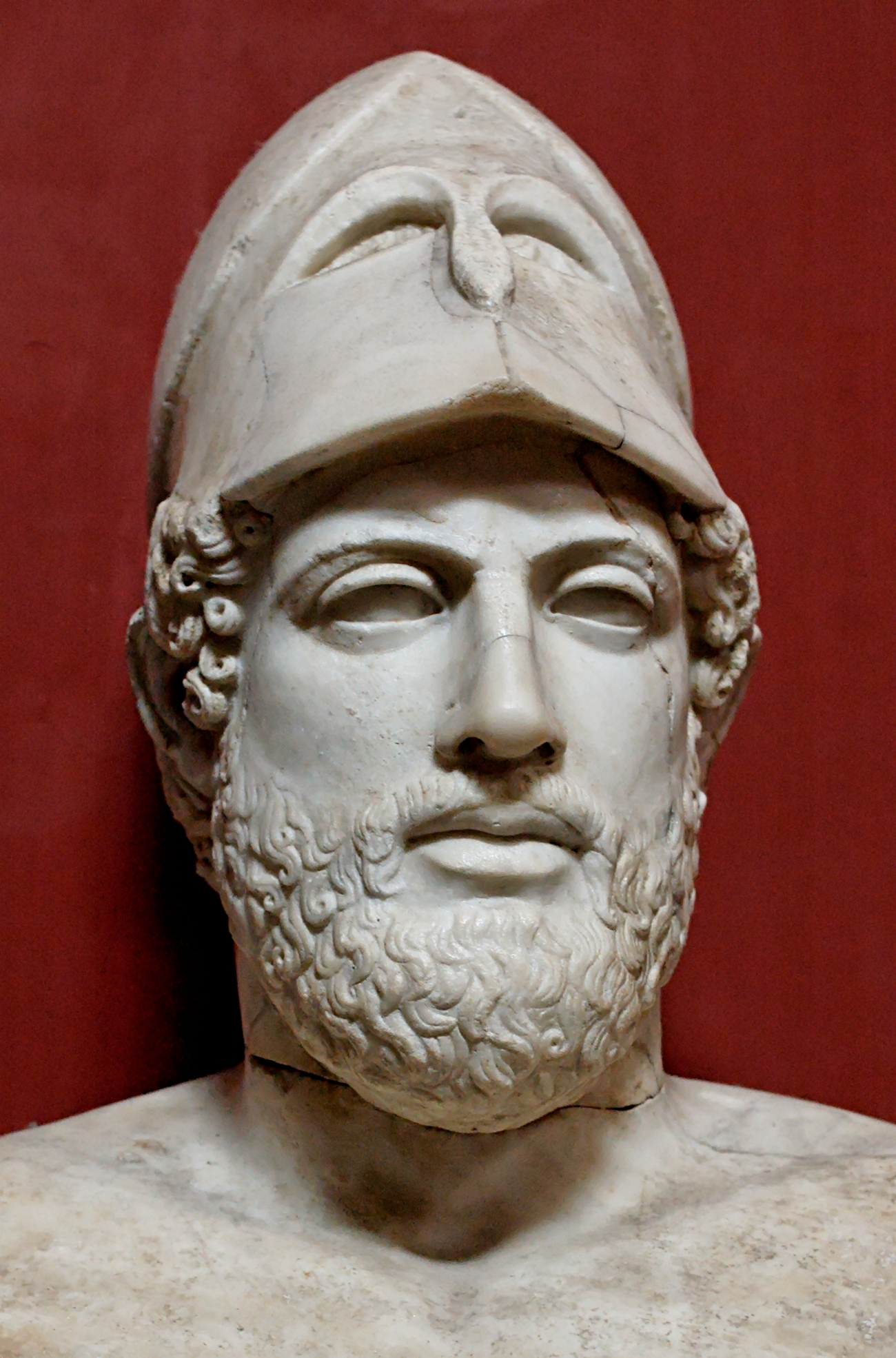
Periklész, az ókori Athén vezető államférfija, a Parthenón építtetője.

Az i. e. 8–i. e. 4. század közötti korszak politikai alapegysége az önálló görög városállam, a polisz volt. A politika szó szerint a polisz dolgait jelenti. Minden polisz független volt, legalábbis elvileg. Egyes poliszok alávetettjei lehettek másoknak – egy gyarmat hagyományosan igazodott anyavárosához (metropolisz), vagy teljesen a másoktól függő kormányzat alatt élhettek – az Athén felett uralkodó harminc zsarnokot Spárta ültette a nyakukba a peloponnészoszi háború után. A névleges legfőbb hatalom azonban mindig az adott poliszon belül volt megtalálható. Azt jelentette mindez, hogy amikor a görögök háborúba indultak (például a Perzsa Birodalom ellen), akkor ezt mindig szövetség formájában tették. Szintén bőséges lehetőség volt a Görögországon belül egymás ellen vívott háborúkhoz.
A legtöbb híres ókori görög személy ebben a korban tevékenykedett. A költők közül például Homérosz, Hésziodosz, Pindarosz, Aiszkhülosz, Szophoklész, Arisztophanész és Szapphó. Híres politikusok, mint Miltiadész, Themisztoklész, Periklész, Alkibiadész, Lüszandrosz, Epameinóndasz, II. Philipposz és fia Nagy Sándor. Ekkor írt Platón, Arisztotelész, Epheszoszi Hérakleitosz, Parmenidész, Démokritosz, Hérodotosz, Thuküdidész és Xenophón.
Az i. e. 6. századtól számítják a klasszikus görög civilizáció korát. Ezt az időszakot két nagy háború határozta meg. A görög-perzsa háborút (i. e. 500–i. e. 448) Hérodotosz beszéli el. Az ióniai görög poliszok fellázadtak a perzsa uralom ellen, és néhány szárazföldi görög polisz Athén vezetésével támogatta őket. A háború nevezetes csatáit Marathónnál, Thermopülainál, Szalamisznál és Plataiainál vívták.
A háború folytatására és a további perzsa támadások megakadályozására Athén i. e. 477-ben megalakította a Déloszi Szövetséget. Kezdetben minden polisz hajókkal és katonákkal járult hozzá a közös hadsereghez, de idővel Athén megengedte a kisebb tagállamoknak – később kötelezte őket arra –, hogy pénzt adjanak neki, hogy ő állítsa ki helyettük a hajókvótájukat. A szövetségből való kilépést általában büntették, a kezdetben Déloszon elhelyezett szövetségi kincstárat pedig idővel Athénbe vitték, a még erősebb athéni ellenőrzés érdekében. Pejoratív kifejezéssel a szövetséget „Athéni Birodalomnak” nevezték.

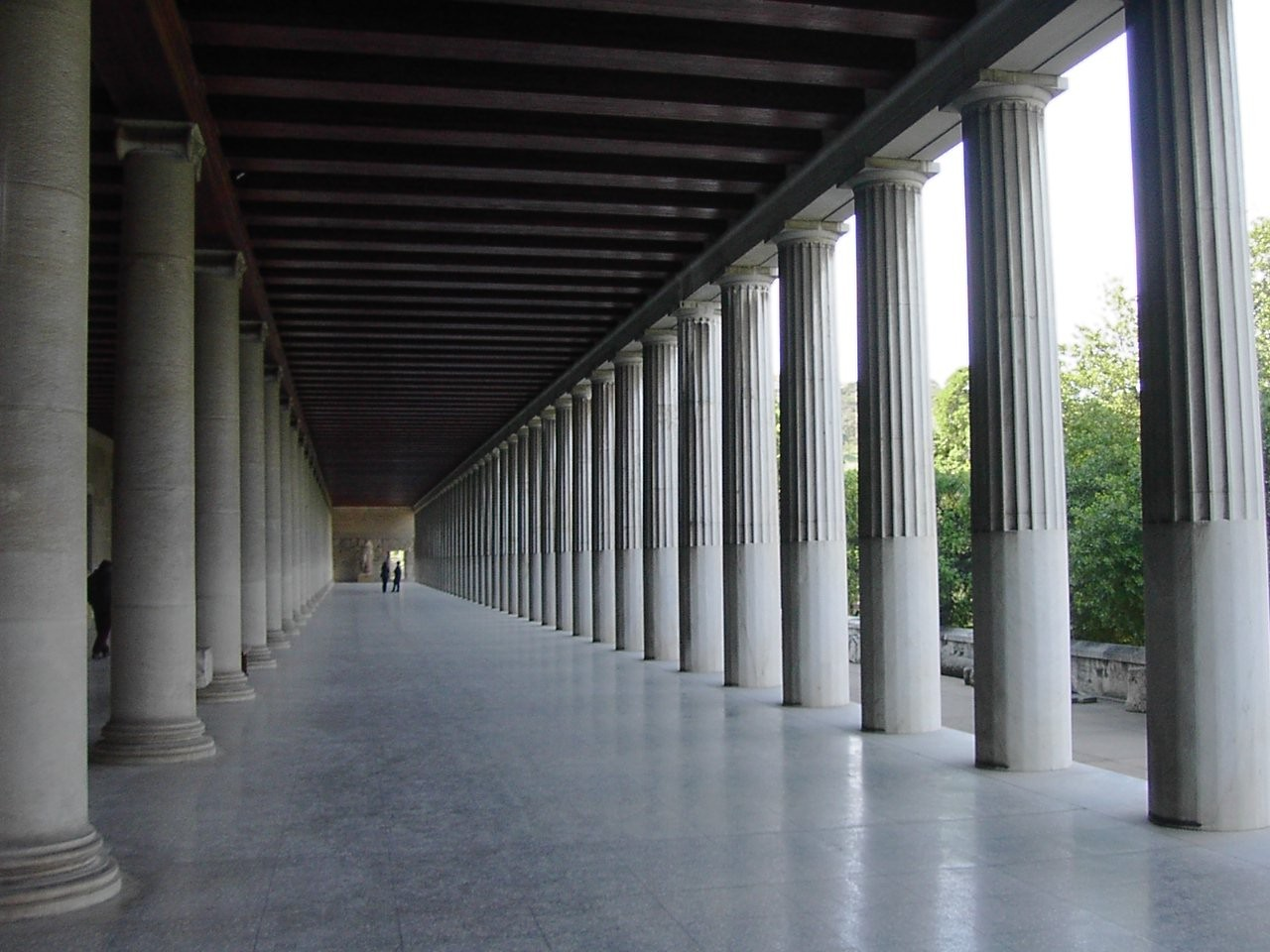
Athéni oszlopcsarnok rekonstrukciója

Még tartott a perzsa háború i. e. 458-ban, amikor háború tört ki a Déloszi Szövetség és a Spárta vezette Peloponnészoszi Szövetség között. Némi harc után, ami egyik félnek sem hozott igazán eredményt, i. e. 447-ben harmincéves békét kötöttek, de i. e. 431-ben újra harcok kezdődtek, kitört a peloponnészoszi háború. Ennek történetét Thuküdidész (A peloponnészoszi háború története) és Xenophón (Hellénika) műve mondja el. A háború, közben néhány éves fegyverszünettel, i. e. 404-ben Athén teljes vereségével ért véget.
A háború nagy pusztítást hagyott maga után. Ezután Spárta hegemóniája következett, aki átengedte a Perzsa Birodalomnak Jóniát és Ciprust a korinthoszi háború (i. e. 395–i. e. 387) befejezéseként. A mindezzel való elégedetlenség Thébait támadásra sarkallta. Katonai vezetőjük, Epameinóndasz döntő vereséget mért Spártára a leuktrai csatában i. e. 371-ben, amivel Thébai lett Görögország hegemón hatalma. i. e. 346-ban Thébai segítségül hívta Makedónia királyát, II. Philipposzt, miután képtelen volt legyűrni Phókiszt az ellenük vívott háborújában. Philipposz könnyedén elfoglalta a kimerült görög városállamokat, kiterjesztve hatalmát Görögországra, megkezdve a Makedón Birodalom kiépítését.
Philipposz meggyilkolása után húszéves fia, Alexandrosz követte a makedón trónon i. e. 336-ban, aki az apja által tervbe vett Perzsia elleni hadjáratra indult, hogy ezen túl meghódítsa a világot. Néhány év alatt a világ addigi legnagyobb birodalmát hozta létre. Még fiatalon, i. e. 323-ban halt meg Babilonban, ekkortól számítjuk a poliszok korának végét és a hellenisztikus kor kezdetét.

### A hellenisztikus Görögország

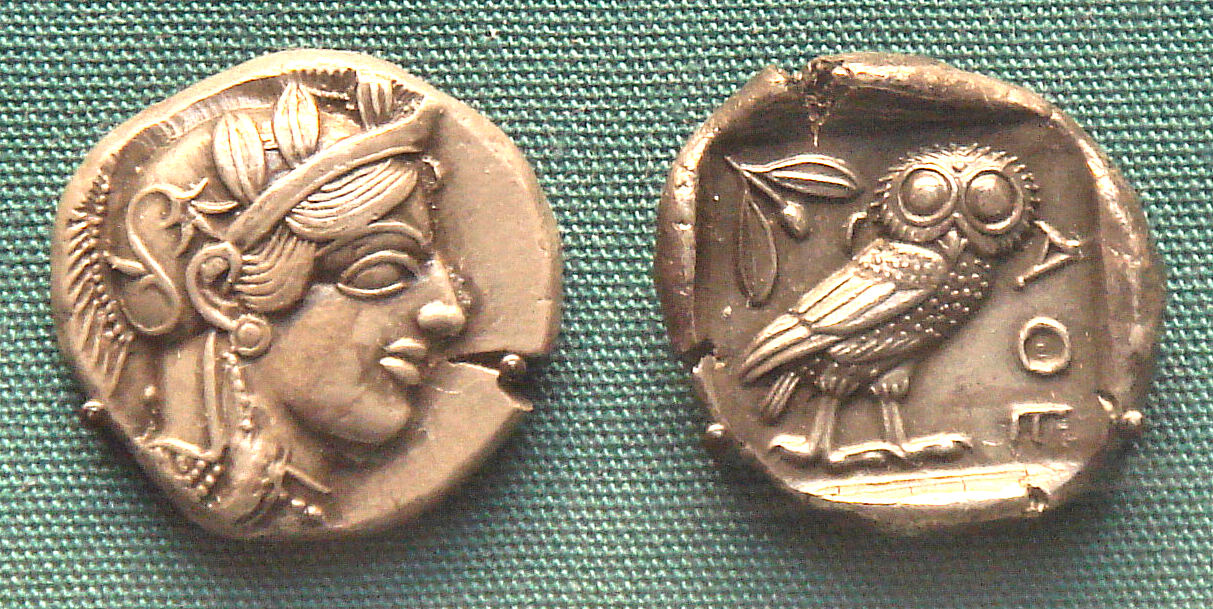
Korai athéni érme, ie 5. századból (British Museum)

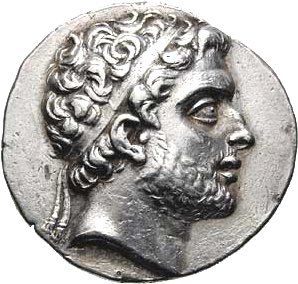
V. Philipposz makedón uralkodó ("Görögország kedvence") a királyi diadémmal.

A görög történelem hellenisztikus periódusa Nagy Sándor halálával kezdődik i. e. 323-ban és a görög félsziget Róma általi annektálásával végződik i. e. 146-ban. Bár a római uralom nem szakította meg a hellenisztikus társadalom és kultúra folyamatosságát, ami lényegében változatlan maradt a kereszténység felemelkedéséig, de véget vetett a görög politikai függetlenségnek. A hellenizmus idején a tulajdonképpeni Görögország – azaz a mai modern Görögország területének – relatív fontossága a görögül beszélő világban élesen zuhant. A hellénisztikus civilizáció nagy központjai Alexandria és Antiokheia – a Ptolemaioszi Egyiptom, illetve a Szeleukida Szíria fővárosa – voltak.
Alexandrosz halála után Athén és szövetségesei fellázadtak a makedón uralom ellen, de egy éven belül vereséget szenvedtek a lamiai háborúban. Közben hatalmi harc (a diadokhoszok háborúja) kezdődött Alexandrosz tábornokai között, ami birodalmának felosztásához és több új királyság létrejöttéhez vezetett. Ptolemaiosz kapta Egyiptomot, Szeleukosz Föníciát, Szíriát és a keleti területeket. A Görögország, Trákia és Kis-Ázsia feletti uralom vitatott volt, de i. e. 298-ra az Antigonida-dinasztia kiszorította az Antipatridákat.
A görög poliszok feletti makedón uralom megszakításokkal létezett, Athén, Rhódosz, Pergamon és mások lényegében függetlenek voltak és csatlakoztak az Aitóliai Szövetséghez, hogy azok is maradjanak. Az Akháj Szövetség, bár névlegesen a Ptolemaioszok alávetettje volt, lényegében megőrizte függetlenségét, és Dél-Görögország nagy részét ellenőrizte. Spárta szintén független maradt, de általában elutasította, hogy bármilyen szövetséghez csatlakozzon.
II. Ptolemaiosz i. e. 267-ben rábeszélte a görög városokat, hogy lázadjanak fel a Makedónia ellen, ami a kremonidészi háborúhoz vezetett (Kremonidész az athéniak vezetője volt). A háborúban a görögök vereséget szenvedtek, Athén elveszítette függetlenségét és demokratikus berendezkedését. Ez Athénnak, mint politikai tényezőnek a végét jelentette, bár a legnagyobb, leggazdagabb, legkulturáltabb város maradt Görögországban. Makedónia i. e. 225-ben legyőzte Kósznál az egyiptomi flottát, és az égei szigeteket is uralma alá hajtotta. Makedónia i. e. 222-ben legyőzte és annektálta Spártát – most fordult elő először, hogy egy idegen hatalom elfoglalta Spártát.
A makedón V. Philipposz volt az utolsó görög uralkodó, akinek megvolt a tehetsége és a lehetősége, hogy egyesítse Görögországot és megvédje az állandóan növekvő római hatalommal szemben. A bábáskodásával i. e. 217-ben megkötött naupaktoszi béke véget vetett a Makedónia és a görög szövetségek közötti konfliktusnak, és ekkor ő uralta egész Görögországot Athén, Rhódosz és Pergamon kivételével.
Philipposz i. e. 215-ben szövetségre lépett Karthágóval – ekkor folyt Hannibál itáliai hadjárata – Róma ellenségével. Róma azonnal elcsábította az achaiai városokat Philipposz névleges fennhatósága alól és szövetséget kötött Rhódosszal és Pergamonnal, ami ekkor Kis-Ázsia legerősebb hatalma volt. Az első makedón háború i. e. 214-ben kezdődött, és i. e. 205-ben ért véget.
Róma i. e. 202-ben legyőzte Karthágót, és szabadon keletre fordíthatta figyelmét. A második római–makedón háború i. e. 200-ban tört ki, alapvetően azért, mert Róma úgy látta, hogy Makedónia a Szeleukida Birodalom – kelet legnagyobb hatalma – potenciális szövetségese[forrás?]. Philipposztól elpártoltak görög szövetségesei, és i. e. 197-ben döntő vereséget szenvedett Künoszkephalainál Titus Quinctius Flaminius római proconsultól.
A görögök szerencséjére Flaminius mértékletes ember volt, és csodálója a görög kultúrának. Philipposznak át kellett adnia a flottáját, római szövetségessé kellett lennie, de egyébiránt mellőzték. Flaminius i. e. 196-ban az iszthmoszi játékokon kihirdette minden görög város függetlenségét, bár római helyőrség került Korinthoszba és Khalkiszba. De a Róma által ígért szabadság illúzió volt. A görög városokat egy új szövetségbe tömörítették, és a demokráciát mindenhol Rómával szövetséges arisztokratikus rezsimek váltották fel.

### A római uralom
Görögország annyira lehanyatlott katonailag, hogy Róma könnyedén elfoglalta i. e. 187-től kezdődően. Viszonzásul a görög élet pedig elfoglalta Rómát. Bár a római uralmat Görögországban hagyományosan Korinthosz Lucius Mummius általi kifosztásától, i. e. 123-tól számítják, Makedónia már római uralom alá került i. e. 168-ban, Perszeusz makedón király Aemilius Paullustól Püdnánál elszenvedett vereségével. A rómaiak a területet négy kisebb köztársaságra osztották, majd i. e. 146-ban Makedónia hivatalosan római provincia lett Thesszaloniké fővárossal. A többi görög városállam fokozatosan végül hűségadót kezdett fizetni Rómának, amivel de jure is véget ért autonómiájuk. A rómaiak helyi közigazgatást hagytak a görögöknek, nem téve kísérletet a meglévő politikai struktúrák eltörlésére. Az Agora Athénban továbbra is a politikai és polgári élet színtere maradt.
Caracalla dekrétuma 212-ben – az antoninusi alkotmány – Itálián kívülre is kiterjesztette a római polgárjogot minden szabad felnőtt férfira, ténylegesen egyenlő státusba emelve a provinciák lakosságát Róma városáéval. A dekrétum fontossága inkább történelmi, mint politikai. Megteremtette az integráció alapját az egész Mediterráneumban, ahogy ez korábban történt Latium és egész Itália esetén. A Rómával már integrálódott olyan társadalmaknak, mint Görögország, szerencsét hozott, ellentétben a túl távoli, túl szegény, vagy egyszerűen csak túl ellenséges provinciákkal, mint Britannia, Palesztina vagy Egyiptom. Caracalla dekrétuma nem elindította a folyamatokat, ami hatalom Itáliából és nyugatról Görögországba és keletre való áthelyeződéséhez vezetett, hanem inkább csak felgyorsította azokat, megteremtve az alapját Görögországnak Európa és a Mediterráneum fő hatalmává emelkedéséhez a középkorban.

## Művészet

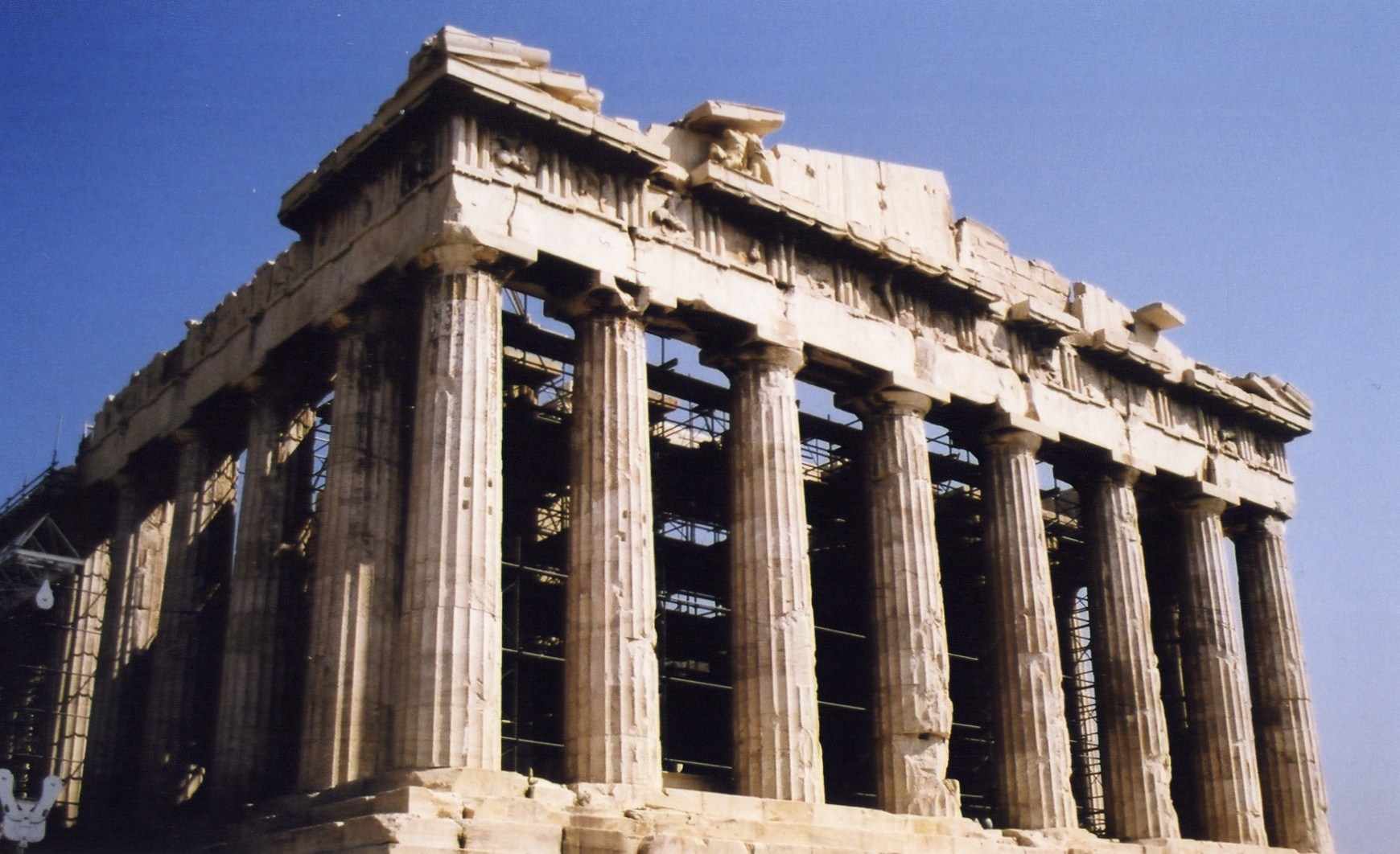
A Parthenón nyugati oldala az athéni Akropoliszban.

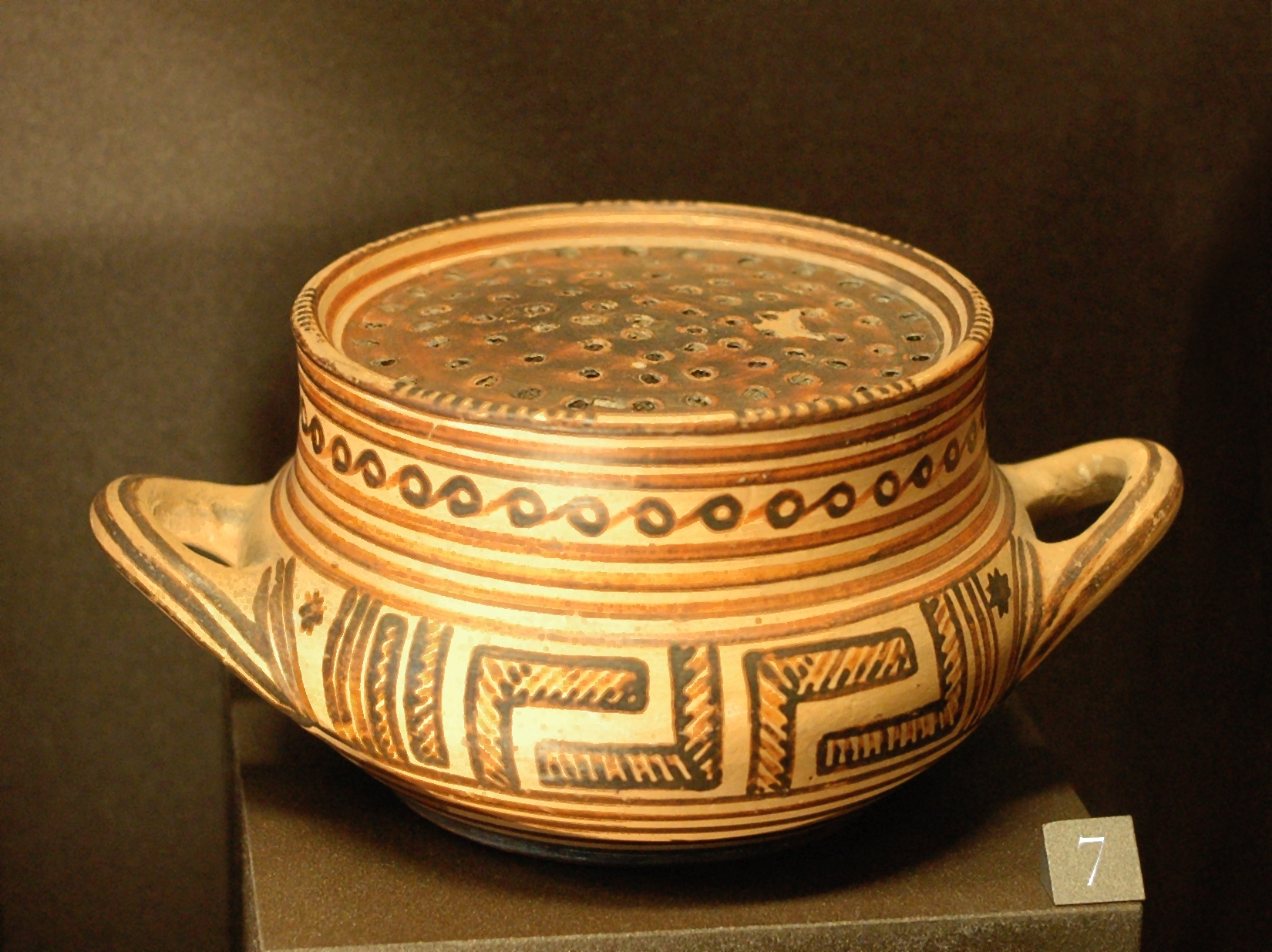
Geometrikus díszítésű szűrőcsésze, i. e. 8. század

##### A vázafestészet
A szépségre és a harmóniára érzékeny görögök igen változatos formavilágot teremtettek a kerámiakultúrában. Az ókori csészék, tálak, korsók és urnák formája mai napig felfedezhető a kerámiaművességben. A görög vázák nem közönséges használati tárgyak voltak, hanem rangos műalkotások. Az archaikus korból való vázák díszítési stílusa követi a szobrászatban és a festészetben kimutatható szabályokat: a szereplők arca és lába oldalnézetben, míg a mellkas elölnézetben látható.

#### Zene- és táncművészet
Egyetlen korai civilizáció sem tartotta olyan nagy becsben a zene művelését, mint Görögország. Az ókori Hellászban a zene uralta a vallási, művészi, erkölcsi és tudományos életet. A művelt, előkelő embert „muzikális”-nak nevezték. A nagy drámaírók és a költők mindannyian jártasak voltak a zene és a tánc művészetében. Saját hangszere is volt az országnak: a kithara, ami nemzeti jelképnek számított. A legjobb kitharaművészeket komoly társadalmi kiváltságok illették. A városállamok fénykorában, a virágzó athéni demokráciában pedig szinte mindenki számára nélkülözhetetlen volt a gondosan irányított zenei nevelés, mivel ők ismerték fel a zene szellemre, lélekre, jellemre gyakorolt hatását. Az első ismert zenei hangversenyre is Görögországban került sor: Kr. e. 586-ban Apolló templomában.

#### Dráma és színház

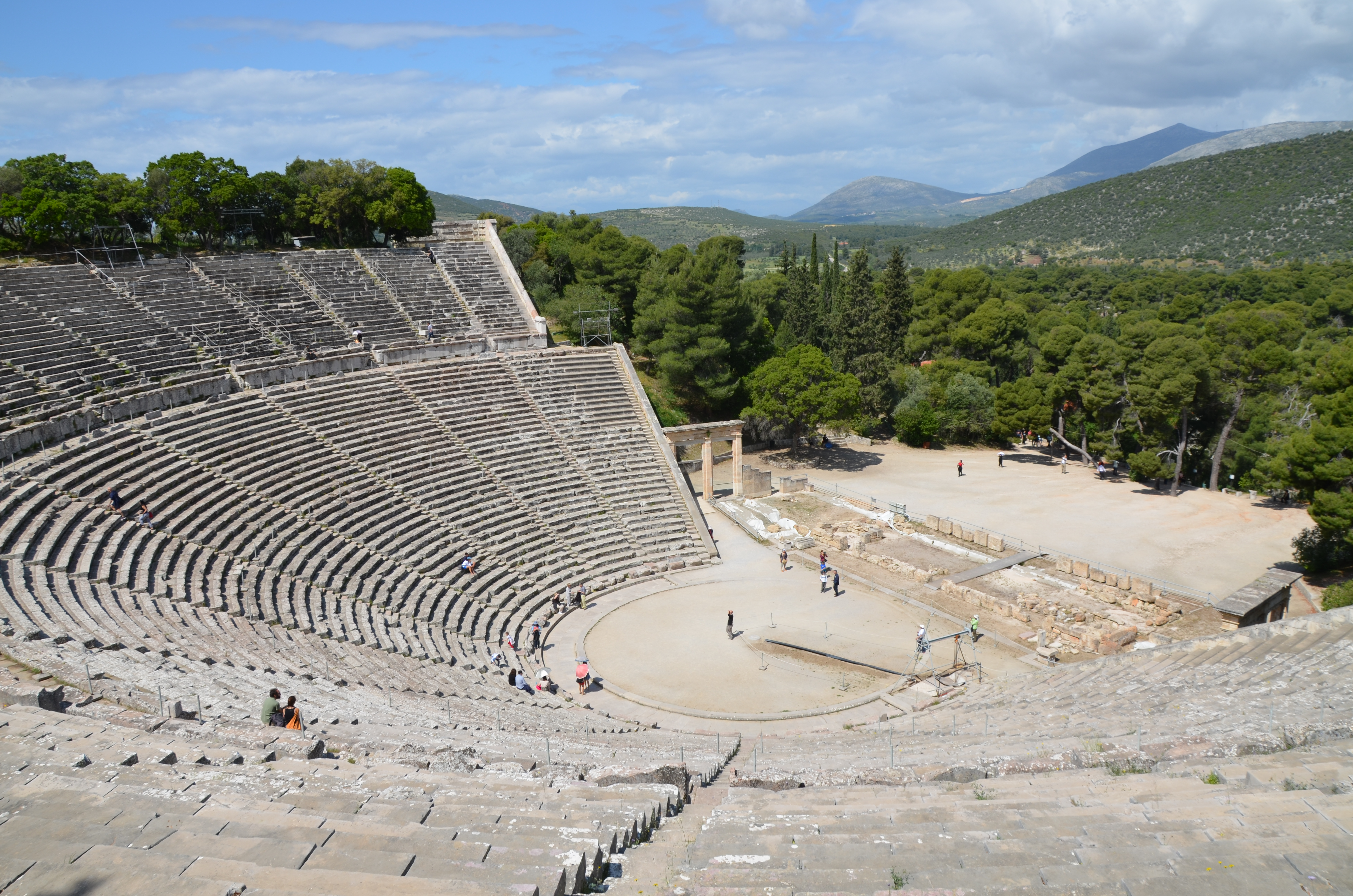
Epidaurosz színházának maradványai

Az európai színjátszás bölcsőjének számító görög színjáték nem írott drámai művek előadásával vette kezdetét, hanem a rituális cselekvésből alakult ki. Később azonban már a görögök színjátékformái is írásos formát öltöttek.
A görögök drámairodalmának legnevesebb szerzői között Aiszkhüloszt, Euripidészt, Szophoklészt és Arisztophanészt tartjuk számon.
A görög színházkultúra sokban hatott az ókori Római Birodalom drámairodalmára és színházkultúrájára is.

## Filozófia
A görög kultúrában minden tudományos eredmény a filozófia területén jelentkezett. A filozófia szó eredeti jelentése: „a bölcsesség szeretete”, ami magában foglalta a természet, a társadalom és az emberi gondolkodás legváltozatosabb törvényeinek tudományos magyarázatát. Az első filozófusok, a materialisták természetfilozófusok voltak, az i. e. 7-6. században. A természet törvényeivel, az anyaggal (görögül matéria) foglalkoztak. A világ szerintük anyagokból jött létre és azokból is áll. Legfőbb képviselőjük Hérakleitosz volt. Ő a tüzet őselemnek nevezte. Megállapította azt is, hogy a dolgok és a jelenségek ellentétéből épül föl a világ ez a dialektika. Az i. e. 5. században Démokritosz már az atommal foglalkozott.
A demokrácia létrejötte alaposan befolyásolta a filozófiai nézeteket is. Megjelentek a szofisták, akik azt vallották, hogy a Földön lévő dolgok nagyrészt emberi megállapodás eredményei. Jelszavaik: „Mindennek mértéke az ember.”, „Minden viszonylagos.”, „Mindennek az ellentéte is igaznak bizonyítható.”, „Tőlünk független objektív igazságok nincsenek.” Az erkölcsi szabadságot hirdették.

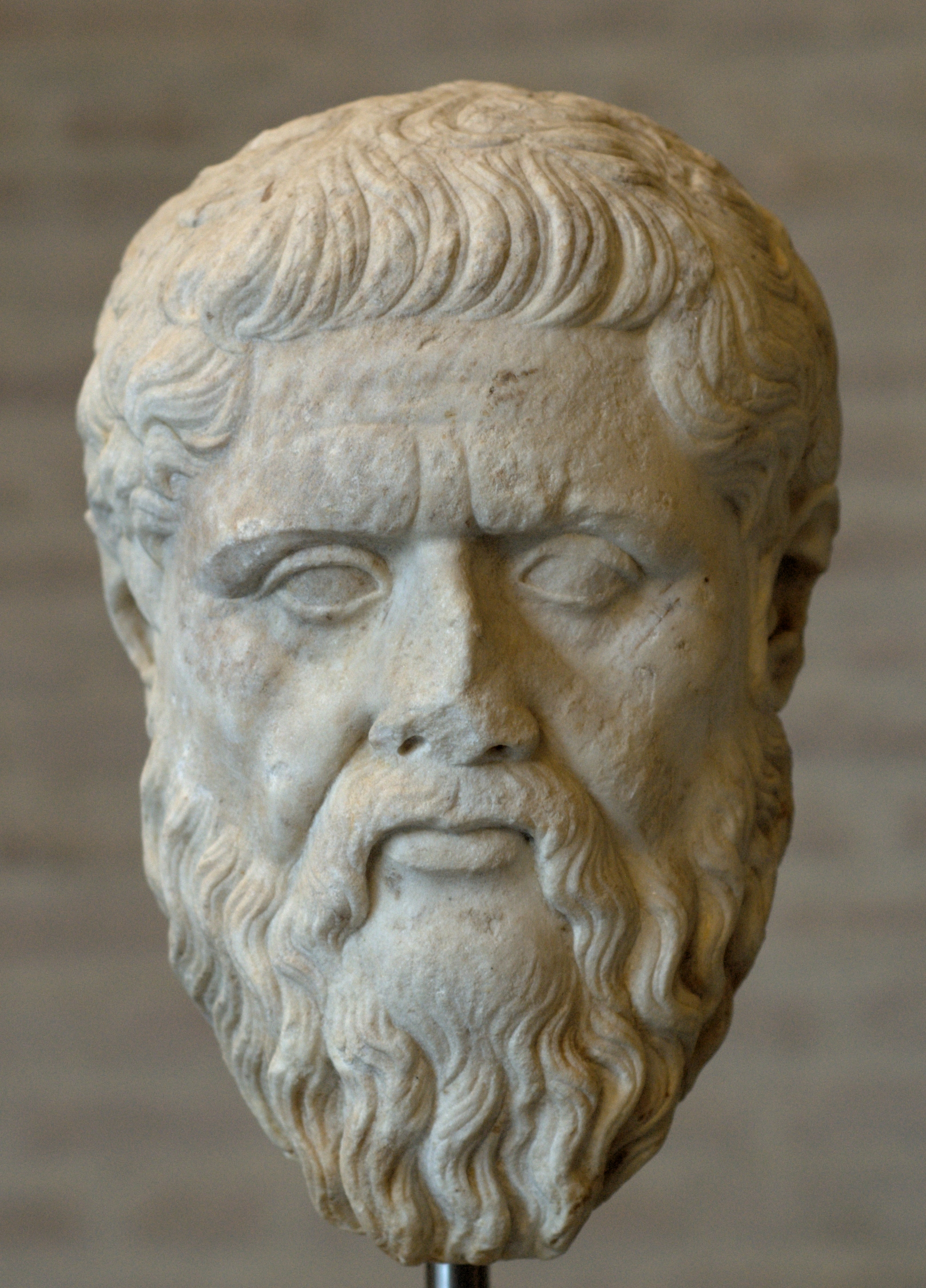
Platón

Az athéni Szókratésszel kezdődött meg a görög filozófia klasszikus korszaka, ő számít a filozófiai etika megalapozójának. Filozófiájának középpontja a jó (agathron) természetének meghatározása és az erény (araté) vizsgálata. Szókratész a jót és a rosszat vizsgálta, hogy a gyakorlatban azt alkalmazni lehessen.
Szókratész saját filozófiáját mint maieutikát (bábáskodást) jellemzi: nem állít ismeretet, hanem elősegíti a beszélgetőtársát abban, hogy saját magától találjon rá. Tanítványa, Platón műveiben megfogalmazta a filozófia legtöbb máig meghatározó problémáját. Arisztotelész, Platón tanítványa, Nagy Sándor tanítója létrehozta saját filozófiai tanintézetét (Líceum). Az ő tanaira épült szinte az egész középkori filozófia, de az újkori filozófia is sokat merített belőlük. Filozófiáját szisztematikusan építette fel, amit tudományosan igyekezett alátámasztani.
A hellenisztikus filozófiában az ember boldogsága került előtérbe.
Két fő irányzata a sztoikus és az epikureus filozófia. A sztoicizmus legfőbb képviselője a kitioni Zénón volt, aki a Tarka Csarnokban (Sztoa Poikilé) fogadta tanítványait. Általános jelszavai: „Légy hű magadhoz!”, „Élj az ész érvei szerint!”. A sztoikus tanítás szerint a nagy érzelmeket el kell kerülni, ezek észszerűtlen és értéktelen dolgok. El kell jutni az apáthiába, a szenvedélyességmentesség állapotába. A társadalmi tevékenységek során kell az érzelmeket levezetni. A világot el kell viselni, de ha valaki erre képtelen, az megölheti magát. Az epikureista filozófia megalkotója Epikurosz. Ez olyan filozófiai irányzat, amely ellentétes a sztoicizmussal, és optimista felfogást hirdet. A boldogságra törekszik, ezt tűzi ki életcélul. Ezt egy pozitív úton lehet elérni, ami egyszerűbb: csupán az erényes életen keresztül valaki a kellemes életet eléri. Azonban van egy negatív út is, amelyben a zavaró mozzanatokat kell kiküszöbölni, pl. halálfélelem, vagy az istenekben való hit. Ha ezeket sikerül leküzdeni, akkor eljutunk a zavartalan lelki nyugalomba, az ataraxiába. Az epikureus bölcsek baráti társaságban társalogtak, politikai tevékenységektől elzárkózottan. Jelszavuk: „Élj elrejtőzve!”

## Tudomány és technológia
Az ókori görögök sokat vettek át az őket megelőző keleti civilizációktól, de náluk sokkal magasabb fejlettségi szintet értek el – az európai gondolkodás bölcsőjeként nevezhetjük. Ennek forrása a keleti despota államoknál szabadabb és haladóbb társadalmi rendszer, a demokratikus államok olyan táptalajt nyújtottak a gondolkodásnak (amit kezdetben egyet jelentett a filozófiával) és az abból kinövő tudományoknak, mint addig sehol másutt. Például rabszolgákat ők is alkalmaztak, de ennek ellenére ők is előszeretettel alkalmazták tudományos eredményeiket a termelésben.

#### Matematika

Arkhimédész a sokszögekből való közelítés módszerét használta a π értéknek meghatározására

Általános vélekedés tudománytörténészek körében, hogy a görögök voltak az első olyan nép, akik a gyakorlati alkalmazásokhoz nem kötődő, elméleti igényű matematikát is művelték. Felosztották aritmetikára, sík- és térgeometriára, trigonometriára, később algebrára. Az egyiptomiak, a babiloniak és a föníciaiak ismereteire alapozva fejlesztették azokat tovább. Kitűnt a fogalmak és bizonyítások precíz pontossága, ami a többi tudomány számára is példát mutatott.

#### Csillagászat
A csillagászatot is már a matematikával próbálták megalapozni.
Az alapjait Egyiptomból és Babilóniából tanulták el, de kiválasztották annak racionálisabb részét.
Tudták hogy a Föld gömb alakú, kerületét meghatározták. (Eratoszthenész) Felismerték hogy a Hold fénye csupán visszatükröződés. Arisztarkhosz azt is kimondta, hogy a Föld a Nap körül kering, miközben saját tengelye körül forog (de ez a nézete nem terjedt el).
I. e. 432-ben Metón naptárreformot tanácsolt: egy napév hosszát rendkívül egyszerű mérőeszközökkel 365 és 5/19 napnak határozta meg.
Térképeiken már használtak szélességi és hosszúsági köröket. Tengerészeik a Nap, a Hold, a csillagok és a széljárások alapján navigáltak, fontos műszerük volt a mélységmérő ón.

#### Orvostudomány

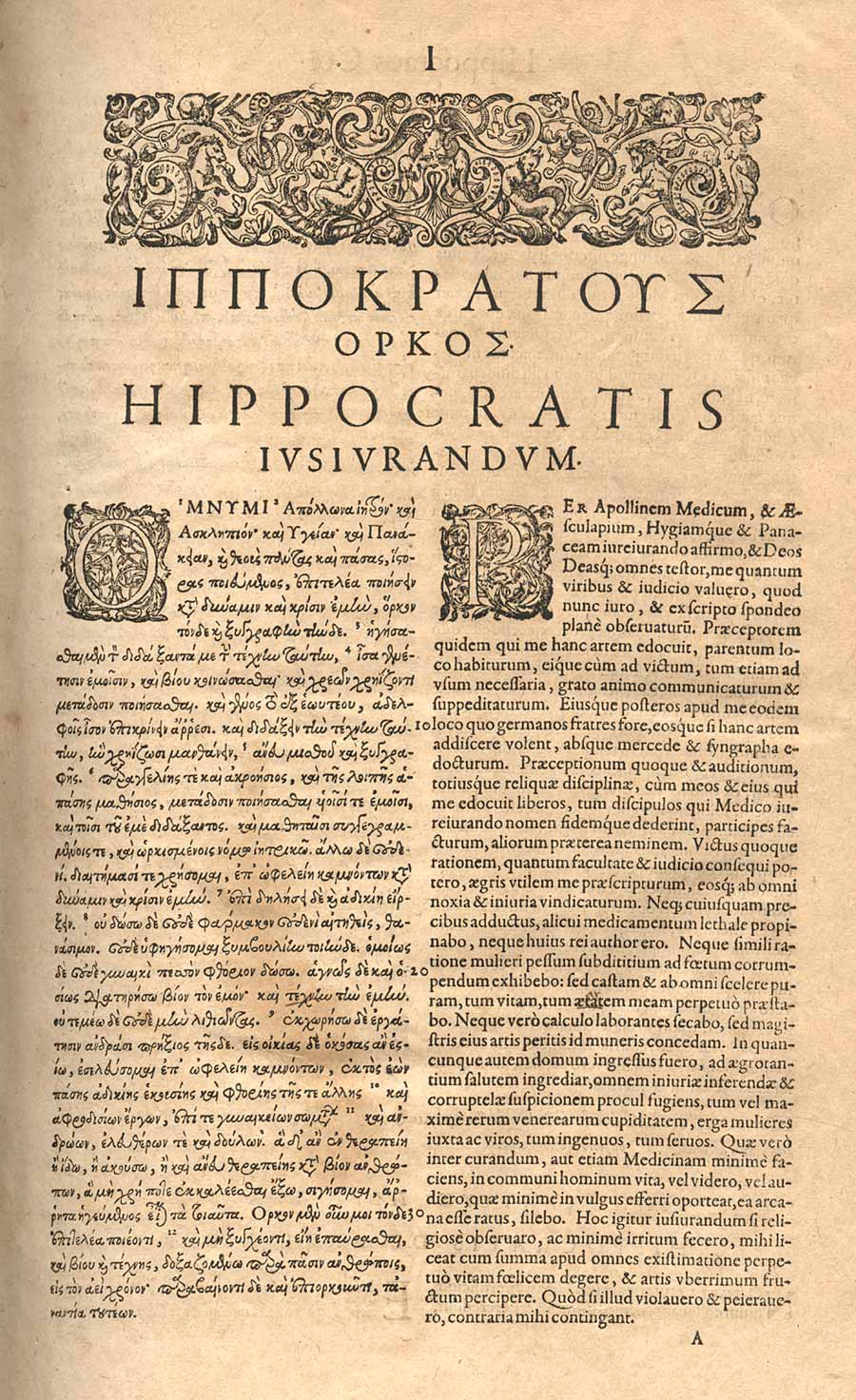
A hippokrateszi eskü szövege latinul egy 1595-ben kiadott műben

Az orvostudomány vált el először a többi tudományágtól, az i. e. 5. század végén. Hippokratész és iskolájának munkássága a leginkább kiemelkedő (a hippokratészi eskü napjainkban is él). Orvostudományuk nagyrészt a tapasztaláson alapult, de sokáig nem mentesült a filozófiai spekulációktól (a betegség okát a hideg, meleg, száraz, nedves egyensúlyának felborulásában keresték). De tapasztalásaikat egyre pontosabb kórtörténeti gyűjteményekbe foglalták, ami nagy előrelépés volt az orvostudományban. A betegség lefolyása alapján prognózist alkottak. A kezelést vizsgálat előzte meg, az arcot, a tüdő zörejét szabad füllel, a belső szervek elváltozásait tapintás útján, ugyanígy következtettek a lázra; majd a váladékokat, salakanyagokat vizsgálták meg. Legkorábban a sebek és a törések gyógymódjait tapasztalták ki, így ez lett a legelőrehaladottabb orvosi terület. Például ha a törött láb a másik lábbal nem egyenlő hosszúságúra forrt össze, azt már a gyógyítás kudarcának tartották.
Belgyógyászat: tisztítószerek, fürdők, masszázs, életmód. A lélektani hatásoknak is nagy figyelmet szenteltek.

#### Fizika
- tanulmányozták a hajókormányt, a vitorlákat, az evezők legmegfelelőbb elhelyezését
- Héron leírt egy gőzgömböt (egy gömbön két ellenkező irányba néző hajlított cső helyezkedik el, a gömbbe forró gőzt engedve az vadul forogni kezd = a gőzgép korai elődje)
- Akusztikában kiemelkedő sikereket értek el; felfedezték a húr hossza és a hang magassága közötti kapcsolatot (Pitagorasz), a hang a levegő rezgése által keletkezik, ezeket felhasználták az építészetben (színházak) is
- ismerték „Héraklész ércének” erejét, amelyet lelőhelyéről a Magnészia hegységről neveztek el (mágnesnek). Foglalkoztak már a statikus elektromossággal is (Thalész rájött hogy a borostyán (görögül: élektron) száraz anyaggal dörzsölve apróbb tárgyakat vonz magához).

#### Mérnöki tudomány
A görög városok fejlődésével azokat el kellett látni különböző közművekkel, védőfalakkal. Ezek során felgyülemlett tapasztalatok a mérnöki tudományok fejlődéséhez vezetett.
Az építészet fejlődése serkentőleg hatott a geometriára, a statikára, a különböző emelők fejlődésére.
Ennek Arkhimédész volt az egyik legnagyobb mestere: a rudak súlypontjával, rendszerek egyensúlyával és úszótestekkel foglalkozott. Az ő találmánya volt az úgy nevezett arkhimédészi csavar. (Neki tulajdonítják a mondást : „ adjatok egy szilárd pontot és kimozdítom helyéből a világot”.)
Ismerték és nagy hatásfokkal használták a csigákat.
A kikötők védelmére akár 30 méteres mélységben is lefektetett hullámtörőket építettek, ezzel példát adva a kikötő építésre.
12 000 férőhelyes színházak, amiket a völgybe építettek; mocsaras talajra épített súlyos épületek, hidak, csatornák, alagutak. Hogy milyen magas fokra jutott építészetük azt bizonyítják máig álló épületeik.

## Vallás

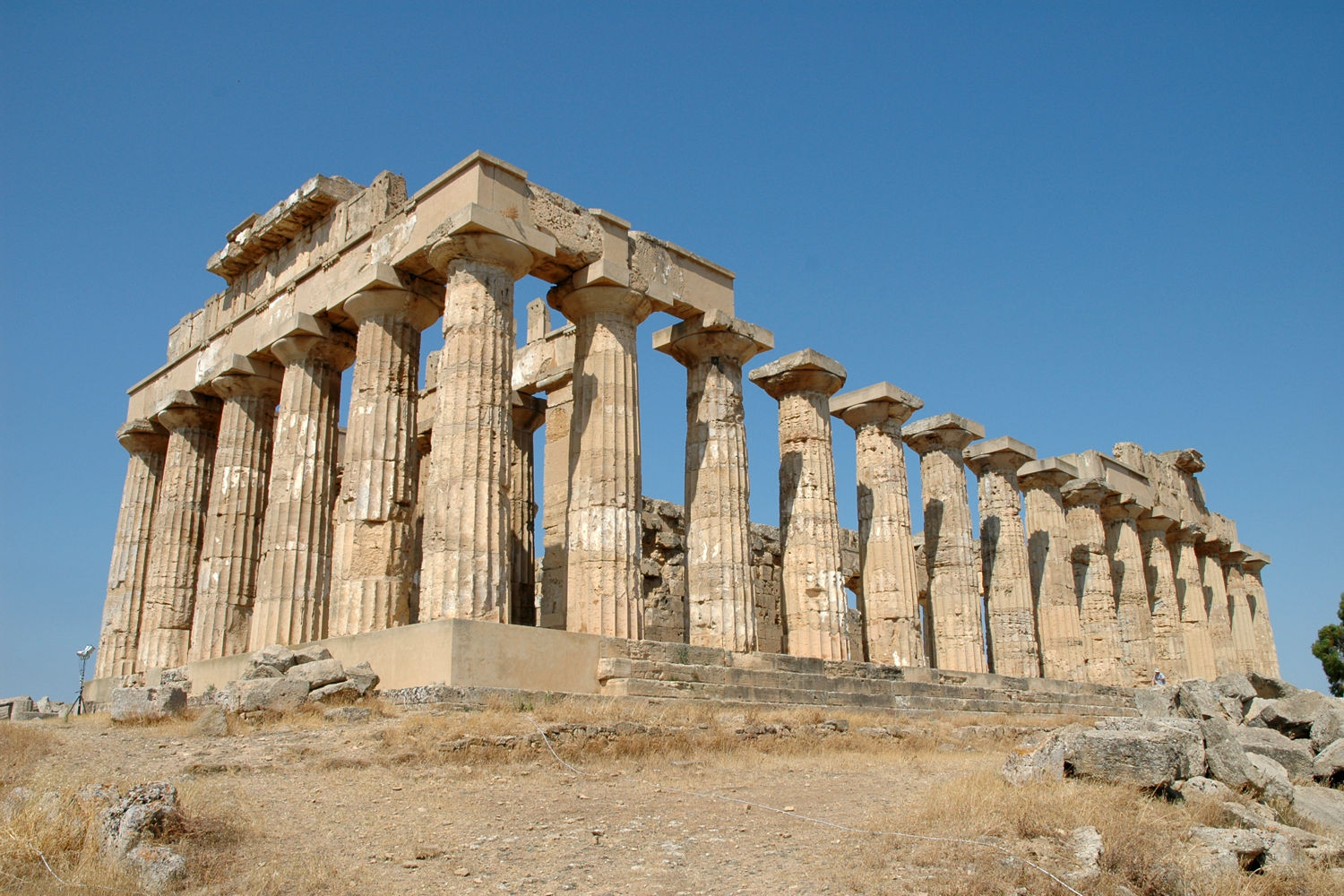
Héra templomának romjai Szicília szigetén

A vallás az ókori görög élet központjában állt. Bár a különböző városokban és törzsekben élő görögök hasonló isteneket imádtak, a vallási gyakorlatok nem voltak egységesek, és az istenekről a különböző helyeken másként gondoltak. A görögök többistenhívőek voltak, sok istent imádtak, de már az i.e. 6. században elkezdett kialakulni a tizenkét istenből álló panteon. A görög vallásra a görögök közeli-keleti szomszédainak gyakorlata már legalább az archaikus korszakban hatással volt, a hellenisztikus időszakban pedig kölcsönösen, mindkét irányban ez a hatás érvényesült.
Az ókori Görögországban a legfontosabb vallási cselekedet az állatok feláldozása volt, leggyakrabban juh- és kecskeáldozat. Az áldozást nyilvános ima kísérte, és az ima és a himnuszok maguk is az ókori görög vallási élet fontos részét képezték.

## Sport
A pánhellén játékok az ókori Görögország négy nagy sportfesztiváljának összefoglaló neve volt:
- olümpiai játékok – a legismertebb és legfontosabb, négyévente, Zeusz tiszteletére
- püthói játékok – négyévente Delphoi mellett, Apollón tiszteletére
- nemeai játékok – kétévente Nemea mellett, szintén Zeusz tiszteletére
- iszthmoszi játékok – kétévente, Korinthosz mellett, Poszeidón tiszteletére

### Sportágak
A pánhellén játékokon a fő versenyszámok 
- a kocsiverseny (→ hippodrom),
- birkózás,
- ökölvívás,
- pankráció,
- stadionfutás,
- a pentatlon (birkózás, stadionfutás, távolugrás, gerelyhajítás, diszkoszvetés).

A kocsiverseny kivételével minden versenyszámot meztelenül hajtottak végre.

## Kultúra

### Oktatás
Az ókori görög történelem nagy részében az oktatás magánjellegű volt, kivéve Spártát. A hellenisztikus időszakban azonban néhány városállam állami iskolákat alapított. Csak a gazdag családok engedhettek meg maguknak tanárt. A fiúk megtanultak olvasni, írni és az irodalmat is tanulták. Emellett megtanultak egy hangszeren játszani és kiképezték őket katonai szolgálatra. Nem a munkavállalásért tanultak, hanem azért, hogy hatékony állampolgárok legyenek. A lányok megtanultak írni, olvasni és egyszerű számolást is végezni, hogy el tudják végezni a háztartásvezetést. Gyermekkoruk után többnyire nem kaptak tanári oktatást.

## Rabszolgaság
A rabszolgaság széles körben elfogadott gyakorlat volt az ókori Görögországban, akárcsak a korabeli társadalmakban. A rabszolgákat elsősorban a mezőgazdaságban használták, de megtalálhatók voltak a kőbányákban vagy más bányákban, valamint háztartási alkalmazottként is. Kézművesként és kereskedőként is használták őket. Akárcsak a mezőgazdaságban, olyan munkára használták őket, amely meghaladta a család lehetőségeit. A politika kivételével minden tevékenységben felbukkanhattak. A görögök számára a politika volt az egyetlen olyan elfoglaltság, amely csak a szabad görög polgárhoz méltó.

## Politika
Az ókori Görögország több száz viszonylag független városállamból (polisz) állt.
Kezdetben sok görög városállam kiskirályságnak tűnt; gyakran volt egy városi tisztviselő, aki a király néhány szertartásos funkcióját töltötte be ( baszileusz), például az athéni arkhón baszileusz.
Athén az i.e. 6. század második felében zsarnokság alá került. Amikor ez a zsarnokság véget ért, az athéniak megalapították a világ első demokráciáját , hogy megakadályozzák az arisztokrácia visszatérését. A várospolitika megvitatására népgyűlés létezett. A szolóni reformok után (6. század eleje) minden polgár részt vehetett rajta, de a legszegényebb polgárok nem szólalhattak fel a gyűlésen és nem indulhattak tisztségért. A demokrácia létrejöttével a gyűlés a kormányzat de jure mechanizmusává vált; minden polgár egyenlő kiváltságokkal rendelkezett a gyűlésben. A nem állampolgároknak, például a metoikoszoknak (Athénban élő külföldiek) vagy a rabszolgáknak azonban egyáltalán nem voltak politikai jogai.
Az athéni demokrácia felemelkedése után más városállamok is demokráciákat alapítottak. Sok közülük azonban megtartotta a hagyományosabb kormányzati formákat. Mint más ügyekben oly gyakran, Spárta is figyelemre méltó kivétel volt Görögország többi részével szemben, ahol nem egy, hanem két örökös uralkodó uralkodott. Ez a diarchia (duarchia, duumvitárus) egy formája volt.

## Szakirodalom, források
- Németh György: A polisok világa (Korona Kiadó, Budapest, 1999, ISBN 963-9191-11-6)
- Hegyi Dolores – Kertész István – Németh György – Sarkady János: Görög történelem – a kezdetektől Kr. e. 30-ig (Osiris, Budapest, 1995, ISBN 963-379-118-9)
- Horváth Árpád: Korok, gépek, feltalálók, 1966
- Szabó Árpád: Hellász hősei. Budapest, 1985
- Szabó Miklós: Hellász fénykora. Budapest, 1975
- Trencsényi-Waldapfel Imre: Görög regék. Budapest, 1967
- Jávor Ottó: Mesék Héraklészről. Budapest, 1980
- Kertész István: Ókori hősök, ókori csaták. Budapest, 1985
- Kertész István: A görög-perzsa háborúk. Budapest, 1990
- Alan Johnston: Az archaikus görög világ. Budapest, 1984
- Roger Ling: A klasszikus görög világ. Budapest, 1986
- Lengyel Dénes: Ókori bölcsek nyomában. Budapest, 1981
- M. I. Finley-H. W. Pleket: Az olimpiai játékok első ezer éve. Budapest, 1980